# Дім, миле пекло
«Дім, миле пекло» (англ. Home Sweet Hell, робоча назва — «Північ пекла», англ. North of Hell) — американська чорна комедія 2015 року режисера Ентоні Бернса, за сценарієм Карло Аллена, Теда Елріка і Тома Лаваніно. За участю Патріка Вілсона, Кетрін Хейгл, Джордани Брюстер, Кевіна МакКідда, Джима Белуші, Алана Джона Баклі та Брюса Джонсона.
3 лютого 2015 року фільм був випущений на відео на вимогу Vertical Entertainment, а 13 березня 2015 року був вперше показаний на великому екрані.

## Сюжет
Дон Шампань (Патрік Вілсон) має успішний меблевий бізнес. У його педантичної дружини Мони (Кетрін Хейгл) все розплановано відповідно до її «книги цілей». Одного разу приваблива молода жінка на ім'я Дасті (Джордана Брюстер) приходить влаштовуватися на посаду продавця-консультанта в магазин Дона. Після консультації зі своїм партнером по бізнесу Лесом (Джим Белуші), Дон наймає Дасті.
Дон у розпачі через невелику кількість статевих контактів зі своєю дружиною. Згодом Дасті спокушає його і у них починається роман. Пізніше, Дасті з'являється на дні народження сина Дона і Мони, Ендрю (Ейден Флауерз). Вона каже Дону, що вагітна і хоче залишити дитину. Дон впадає у відчай, і Лес радить йому заплатити Дасті гроші.
Тим часом виявляється, що Дасті насправді подруга злочинця на ім'я Мерфі (Алан Джон Баклі), і вона бреше Дону про вагітність. Дон пропонує заплатити їй $13 000, від яких вона відмовляється, бо, мовляв, цієї суми буде недостатньо. Дон не впевнений, чи буде Дасті тримати рот на замку, і Лес радить йому сказати правду Моні, перш ніж вона викриє його з Дасті. Дон зізнається Моні і вона вимагає, щоб Дон убив Дасті.
Мерфі незадоволений сумою грошей, тому Дасті телефонує Дону і вимагає $25 000. Дон погоджується, але замість того, разом з Моною готує отруту для Дасті. Дасті приходить, щоб забрати гроші, і випиває отруєний напій. Дон і Мона кладуть непритомну Дасті в машину і відвозять її до себе додому. Дасті приходить до тями, тому Мона добиває її молотком. Пізніше вона розпилює тіло Дасті на шматки і закопує їх у саду.
Мерфі і його друзі, Фрімен (Кевін МакКідд) і Бенджі (Хіт Фріман), розуміють, що Дасті пропала, і підозрюють, що щось пішло не так, тому вони нападають на Леса. Мерфі також погрожує Дону, підкинувши його синові лист, в якому вимагає зустрітися в стрип-клубі. Дон зустрічається з Мерфі і його бандою і переконує їх, що Дасті поїхала в Даллас. Мерфі говорить Дону, що вона забрала його гроші і загрожує зґвалтувати всю його сім'ю, якщо він не заплатить йому $20 000 наступного дня.
Дон і Мона викопують тіло Дасті і приїжджають до місця проживання банди. У той час як Мона намагається помістити частини тіла Дасті в морозильну камеру, Фрімен приходить додому зі своєю подругою. Moнa завдає смертельних ударів Фріману, а також вбиває його подругу і незабаром викликає поліцію, щоб повідомити про підозрілий шум в будинку. Перед смертю Фрімен телефонує Мерфі і розповідає йому, що сталося. Мерфі і Бенджі приїжджають і знаходять Фрімена та його подругу мертвими. Мерфі також знаходить частини тіла Дасті в морозильній камері і розуміє, що його обманули. Незабаром поліція приїжджає і знаходить Мерфі і Бенджі на місці злочину. Поліція стріляє в Бенджі, але Мерфі вдається втекти. Поліція вирішує, що Мерфі і Бенджі скоїли ці вбивства.
Наодинці Дон запитує Мону про причини її надзвичайної холоднокровності. Мона погрожує вбити його, якщо він ще хоч раз запитає її про це. Дон боїться Мону, а тому вбиває її під час однієї з вечірок у своєму будинку. Він влаштовує все так, щоб скидалося на нещасний випадок. Після смерті Мони, Дон і його діти переїжджають до нового будинку. Видно, як вони сідають до машини і від'їжджають. Фільм закінчується тим, що Мерфі їде вслід за їхнім авто. Екран стає чорним і починають йти титри. Далі лунають два постріли, за ними довгий гудок і дитячі крики.

## В ролях
| Актор                | Персонаж        |
| -------------------- | --------------- |
| Патрік Вілсон        | Дон Шампань     |
| Кетрін Гейгл         | Мона Шампань    |
| Джордана Брюстер     | Дасті           |
| Кевін МакКідд        | Фрімен          |
| Джим Белуші          | Лес             |
| Алан Джон Баклі      | Мерфі           |
| Брайс Джонсон        | Ленні Келсо     |
| Алішія Окс           | Кейсі           |
| Медісон Вулф         | Еллісон Шампань |
| Ейден Флаверс        | Ендрю Шампань   |
| Арті Бакстер         | Марк            |
| Джонні Гоукс         | Стю             |
| Єва Рівера-Феррелл   | дружина Андре   |
| Бренді Ніколь Вілсон | Еббі            |
| Йоганс Майлс         | Андре           |
| Кетрін Ештон         | Лінн            |
| Чі МакБрайд          | офіцер поліції  |

## Виробництво

### Кастинг
26 березня 2013 року повідомлялося, що Кетрін Хейгл і Патрік Вілсон погодилися зніматися в чорній комедії «Північ Пекла». Сюжет розгортається навколо заможної сім'ї бізнесмена Дона Шампаня (Патрік Вілсон), який достатньо мудро керує бізнесом, але здається безпорадним поряд з його владною дружиною (Кетрін Хейгл). "Я граю дуже негативного персонажа, який дуже відрізняється від мене самої, " говорить Хейгл. 3 травня 2013, Дедлайн оголосив, що Джордана Брюстер зіграє роль сексуальної продавчині в магазині Вілсона, яка спокушає і шантажує його, погрожуючи розповісти все його дружині.
У фільмі також знімалися Кевін МакКідд, знаменитий своєю роллю у серіалі «Анатомія Грей». «Повинен сказати, що акторський склад і знімальна команда фільму „Північ Пекла“ дуже класні! Будьте обережні, я в житті не такий, як у фільмі. Як в поганому, так і в хорошому сенсі», повідомив він на своїй сторінці в соціальній мережі Twitter.
30 вересня 2014 року був випущений перший трейлер, з якого стало зрозумілим, що новою назвою фільму буде «Дім Миле Пекло».